# Gitchi Odjig
Gitchi Odjig (Gichi Ojiig, Gitchie Ojig, Odjig-Anung, Ojigwanung, Ojiig'anang, Ochekatak; Great Fisher, Fisher Star), Kod Chippewa i Algonquin Indijanaca Veliki ribar (eng. fisher; vrsta kune u hrvatskom jeziku poznate kao kuna ribolovac; Martes pennanti)  je junak mitskog doba i prijatelj (u nekim pričama, posvojeni stariji brat) kulturnog heroja Nanabozhoa. Ima magične moći i ističe se hrabrošću protiv velikih i opasnih čudovišta. Poput mnogih indijanskih heroja, Gitchi Odjig ponekad je prikazan kao životinja (u ovom slučaju vrsta lasice), a ponekad kao čovjek. Nakon što je svijetu donio ljeto, Veliki ribar postao je zviježđe poznato kao Veliki medvjed; prema nekim pričama njegov sin Little Fisher također je postao Mali medvjed.